# Sylvain Joël Bifuila Tshamuala
Sylvain Joël Bifuila Tshamuala est un homme politique de la République démocratique du Congo. Il est ancien  Ministre de l'Économie nationale nommé par le Président de la République sur la proposition du Premier Ministre le 5 février 2007.Il est aussi le représentant légal de l’église apostolique en République démocratique du Congo.
Il fut le président national du Parti de l’Alliance Nationale pour l’Unité (PANU) d’octobre 2003 jusqu’au premier congrès du parti en 2006.
Il est originaire du Kasaï-Oriental dans le territoire de Miabi.